# 오푸스 인케르툼

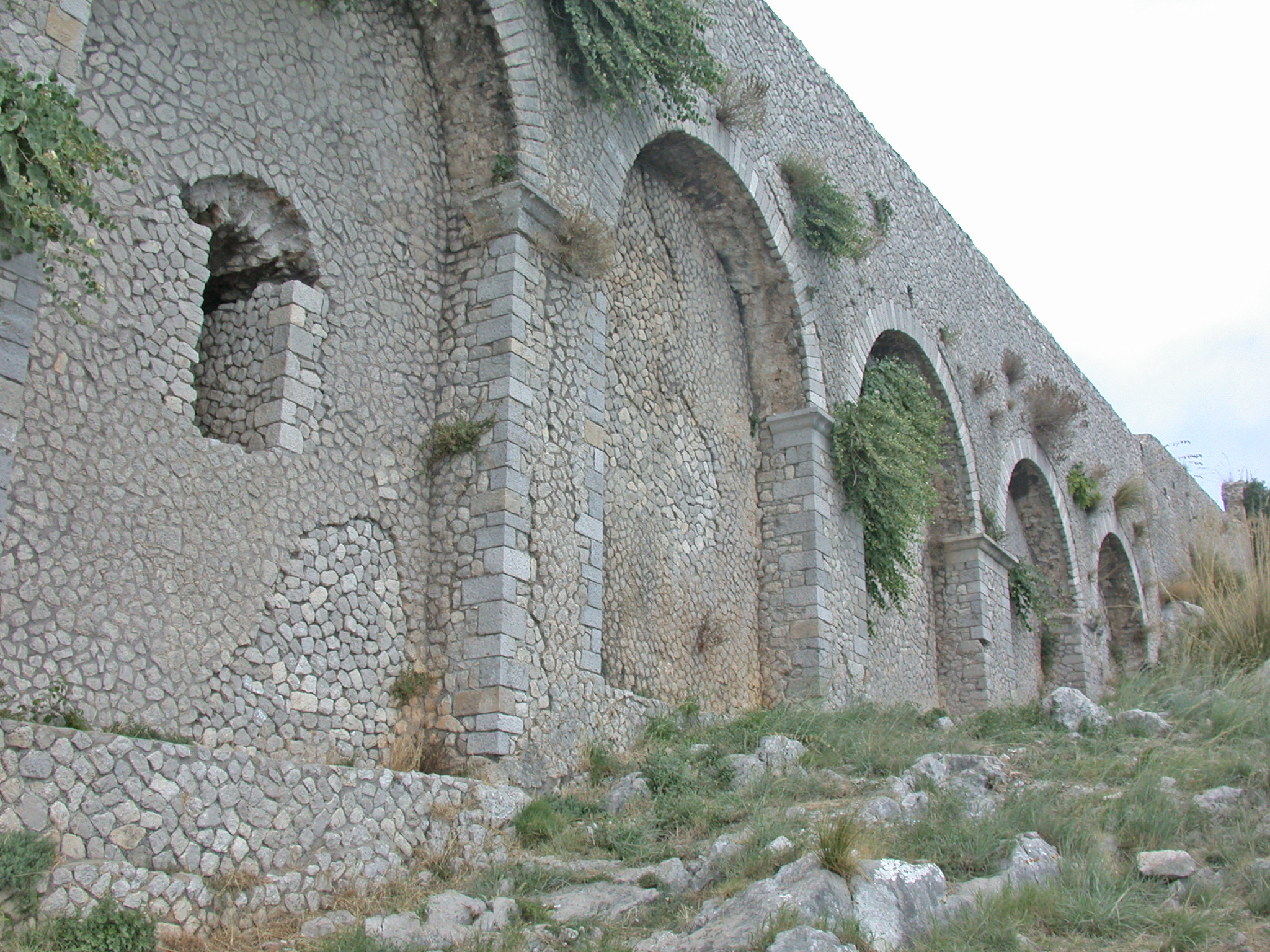
이탈리아 테라치나에 위치한 Iovis Anxur 신전의 왼쪽면에 있는 오푸스 인케르툼.

오푸스 인케르툼(라틴어: Opus incertum)는 고대 로마의 건축 기술 중 하나이다. 불규칙적인 돌멩이나 주먹 크기만한 용결응회암 블록이 오푸스 캐멘티티움의 핵으로서 삽입되는 형태이다.
먼저 안쪽에는 코이멘타(라틴어: coementa) (콘크리트, 시멘트 및 모르타르와 섞은 돌조각이나 작은 돌들)라는 것을 좀 더 주의깊게 쌓아 올린다. 이때 최대한 바깥면을 겉보기에 평평하게 되게 만든다. 그 다음 콘크리트의 양을 줄이고 좀 더 고른 크기의 작은 돌들을 골라 쌓으면서 최대한 바깥면을 앞서보다 더욱 평평하게 만든다.
한편, 사용되는 콘크리트 형태가 바뀌어 특히 돌들 사이의 모르타르 사용량이 현저히 줄어들었을 경우는 우리는 그것을 오푸스 (콰지)(quasi) 레티쿨라툼이라고 부른다.
오푸스 인케르툼은 기원전 2세기부터 기원전 1세기 중반까지 사용되었다. 오푸스 인케르툼은 이후 대부분이 오푸스 레티쿨라툼으로 대체되었다. 다만, 작은 주택 등에는 조금씩 계속 사용되었다.

## 같이 보기
- 고대 로마의 건축